# Daniel Kaswanga
Daniel Jerem Kaswanga (nascido em 1 de janeiro de 1960) é um ex-ciclista malauiano que representou seu país nos Jogos Olímpicos de Verão de 1984 e 1988.